# Alniphyllum eberhardtii
Alniphyllum eberhardtii es una especie de planta de flores perteneciente a la familia Styracaceae. Se encuentra en el sur de  China ( Guangxi y sudeste de Yunnan), Tailandia, y Vietnam.

## Descripción
Es un árbol caducifolio que alcanza los 30 metros de altura. Las hojas son alternas, simples de 10–18 cm de longitud y  5–8 cm de ancho, oblongo-lanceoladas con los márgenes serrados.

## Taxonomía
Alniphyllum eberhardtii fue descrita por André Guillaumin y publicado en  Bulletin de la Société Botanique de France 70: 885–886, en el año 1923.